# Хаймэн, Филлис
Филлис Линда Хаймэн (англ. Phyllis Linda Hyman, 6 июля 1949, Филадельфия, Пенсильвания — 30 июня 1995, Нью-Йорк, Нью-Йорк) — американская соул, джазовая и ритм-н-блюзовая певица, автор песен, актриса, фотомодель. Номинант премии «Тони».

## Личная жизнь
Хайман была замужем один раз, за Ларри Александром, который был ее музыкальным аранжировщиком с 1977 года до развода в 1982 году. У нее не было детей.
Хайман также был двоюродным братом актера Эрла Хаймана, наиболее известного по своей повторяющейся роли в «Шоу Косби» в роли отца Клиффа, Рассела Хакстейбла, и Пантро в популярном мультфильме 80-х годов «Громокошки».

## Смерть
Днем 30 июня 1995 года, за неделю до своего 46-летия, Хаймэн покончила жизнь самоубийством, приняв передозировку смеси Tuinal и водки в спальне своей квартиры в Нью-Йорке по адресу 211 West 56th Street.

## Дискография

### Альбомы
- 1977: Phyllis Hyman (Buddah)
- 1978: Sing a Song (Buddah)
- 1979: Somewhere in My Lifetime (Arista)
- 1979: You Know How to Love Me (Arista)
- 1981: Can’t We Fall in Love Again? (Arista)
- 1983: Goddess of Love (Arista)
- 1986: Living All Alone (Philadelphia International)
- 1989: Under Her Spell: Phyllis Hyman’s Greatest Hits (Arista)
- 1991: Prime of My Life (Philadelphia International)
- 1995: I Refuse to Be Lonely (Philadelphia International)

#### Посмертные
- 1996: Loving You, Losing You: The Classic Balladry of Phyllis Hyman (Kama Sutra)
- 1996: The Legacy of Phyllis Hyman (Arista)
- 1998: Forever with You (Philadelphia International)
- 1998: Phyllis Hyman: Remembered (Roadshow Records)
- 1998: One on One (Hip-O)
- 1999: Phylladelphia: The Gamble-Huff Years (WestSide)
- 2003: In Between The Heartaches: The Soul Of A Diva (Expansion)
- 2004: Ultimate Phyllis Hyman (BMG Heritage)

## Фильмография
- 1974 — Ленни / Lenny
- 1985 — Слишком испуганы чтобы кричать / Too Scared to Scream
- 1988 — Школьный переполох / School Daze
- 1989 — Рефлекс убийства / The Kill Reflex